# I himlen och på jorden
I himlen och på jorden eller Från himlen och från jorden är en sång från 1891 med text och musik av Richard Slater. 

## Publicerad i
- Musik till Frälsningsarméns sångbok 1907 som nr 324 med inledningsfrasen "Från himlen och från jorden".
- Frälsningsarméns sångbok 1929 som nr 270 i denna och följande böcker med inledningsfrasen "I himlen och på jorden" under rubriken "Jubel, erfarenhet och vittnesbörd".
- Frälsningsarméns sångbok 1968 som nr 297 under rubriken "Det Kristna Livet - Jubel och tacksägelse".
- Frälsningsarméns sångbok 1990 som nr 494 under rubriken "Lovsång, tillbedjan och tacksägelse".